# Zizeeria neis
Zizeeria neis är en fjärilsart som beskrevs av Walker 1870. Zizeeria neis ingår i släktet Zizeeria och familjen juvelvingar. Inga underarter finns listade i Catalogue of Life.